# 松本璽暉
松本 璽暉（まつもと ぎょっこう）は、Alephの主導者。オウム真理教の麻原彰晃の次男で自らを「2代目グル」（宗教指導者）と宣言している。

## 人物
公安庁によると、麻原彰晃こと松本智津夫は警視庁に逮捕された1995年以降、次男を後継者として指名。璽暉と麻原彰晃の妻・松本知子が2014年ごろからアレフの意思決定に関与し、璽暉は遅くとも2017年ごろにはグルを自称し始めたとの見解を持ち祭祀も執り行っていたとしている。2人が住民登録を行っている埼玉県越谷市のマンション一室を活動拠点にしていると判断した。璽暉も松本知子も教団名簿に名前こそ載っていないが、近年のアレフの意思決定に彼が深く関わっているとされ、「オウム真理教の教義によれば、私が2代目の教祖になる」や「グルの意思というか、私の意思」と璽暉が話したとされる音声データがSNS上で公開されている。
デイリー新潮の取材によると、璽暉と松本知子が現在のマンションに引っ越してきたのは2011年頃で、部屋は静かで2人は外出時には日中を避け、夕方以降に一緒に行動していた。璽暉は学校や勤めに行くこともなくニート生活をしているようだった。2025年3月には公安調査庁が今年3月以降、団体規制法に基づく部屋への立ち入り調査を行おうとしたが拒否され、4月中旬に埼玉県警が極秘で家宅捜索を行った。この際、室内の複数箇所から、小分けにして保管された計数千万円の現金が発見された。これはAlephから提供された資金とみられている。
麻原は逮捕前の説法で、璽暉を「チベット仏教の高僧『パンチェン・ラマ』の生まれ変わり」だと説明し、逮捕後も獄中メッセージで、「リンポチェ（転生仏）猊下」との称号を与えるなどしたが、これは自身の後継者に事実上指名したことを意味するとされる。松本知子は過去に璽暉をAlephへ復帰させることを試みたものの、幹部信者らが反発し、対立した幹部信者らが次々と追放された。調査から公安調査庁は2025年7月22日、璽暉が「グル＝宗教指導者」を自称し、Alephで主導的立場にあると初めて認定した。
公安調査庁の調べでは、Alephの信者数は1200人超えで、資産は約8億円。収入源は布施や信者から徴収した会費、セミナー参加費など。他に、不動産賃貸業などを営む複数関連法人を持ち、活発に経済活動を行っている。2020年以降は、公安庁に対し行っている収益事業に関する報告で一部を秘匿するなど、意図的な資産隠しを行っているとみられる。同時期には約10億円の被害者に対する賠償金の支払いを中断。これら一連の資産隠と賠償拒否は、次男の意向が働いた疑いがもたれており、4月の捜索は「璽暉のAlephに対する影響力解明」も目的の一つと考えられている。
同じくオウム真理教の後継団体であるひかりの輪は、麻原に後継者とされた璽暉は絶対的な権力を有しており、以前から麻原の家族は正式には教団に在籍せず、教団を裏から支配してきた長い経緯があるとしている。
体格は小太りで、身長約170cm。

## 官報によるデータ
- 出生：平成6年3月11日
- 住所：埼玉県越谷市西方1丁目3440番地1「越谷シティハウス3‐208」[7]

## 関係者の見方
- 宗像真紀子（現役オウム上祐派ひかりの輪信者）

位階制度は、その上に、絶対的な権力構造がある。宗教的に崇拝されるのは、麻原と麻原の子女のみ。弟子が崇拝されるということは、オウム真理教の教義上ありえない。このため2003年には、当時、裏から教団に指示を出していた麻原の三女・松本麗華の指示に、幹部らが絶対的に従い、上祐が一夜にして教団活動から排除され、幽閉さた。
- 野田成人（Aleph元代表）

麻原の次男の声がＸ（旧ツィッター）投稿で出回っているとの情報がある最後に会ったのは2001年頃なので、本当に次男の声なのかどうか判断しようがない。しかし、先の告発文内容とは矛盾しない。オウム真理教の後継団体・Alephの教祖を自称するならば、世間一般の厳しい視線にさらされる事は不可避。その外圧を避けるためか、顔出しはおろか、裏合同会議メンバー以外に関与すら認知させない教祖とは、全くのお笑い草ーなどとブログに綴っている。